# Pedro Jesús Pérez Montero
Pedro Jesús Pérez Montero (Linares, Jaén, 3 de enero de 1976) es un exárbitro de fútbol español de la Primera División de España. Pertenece al Comité de Árbitros de Andalucía.

## Trayectoria
Tras 6 temporadas en Segunda división B (Actual Primera RFEF) asciende a Segunda División, como número 1 de España en la temporada 2006/2007 tras dirigir el partido de promoción de ascenso entre los equipos Hércules C.F. y la S.D. Ponferradina.

Dirigió el partido de ida de la promoción de ascenso a Primera División de 2011 entre el Real Valladolid Club de Fútbol y el Elche Club de Fútbol (1-0).
Consigue el ascenso a Primera División de España (como número 1 de España) junto al colegiado madrileño Carlos del Cerro Grande. Debutó en Primera División de España el 28 de agosto de 2011 en el partido Real Club Deportivo Mallorca contra el Real Club Deportivo Espanyol (1-0).
Tras cinco temporadas en la Primera División de España, desciende a la Segunda División de España en la temporada 2015/16. El último encuentro que dirigió en Primera División fue el Unión Deportiva Las Palmas-Athletic Club (0-0) el 8 de mayo de 2016. 
Se retiró en la temporada 2016/17 en la cual, dirigió su último encuentro, que fue el partido de vuelta de la promoción de ascenso a Primera División entre el Getafe Club de Fútbol y la Sociedad Deportiva Huesca (3-0).
Desde la temporada 2017/2018 desempeña funciones como Delegado-Informador de la Real Federación Española de Fútbol en partidos de Primera y Segunda división.
En 2012 se inauguró una Asociación Deportiva Cultural, que lleva su nombre y en la que se organizan eventos solidarios y con fines sociales.
En julio de 2019, es nombrado Director Técnico del Comité Andaluz de Árbitros de la Real Federación Andaluza de Fútbol.

## Premios
- Silbato de oro al mejor árbitro de España, concedido por Aficiones Unidas (1): 2009
- [Trofeo Vicente Acebedo al mejor árbitro de España, otorgado por el CTA de la Real Federación Española de Fútbol] (1): 2011